# 韩国审美标准

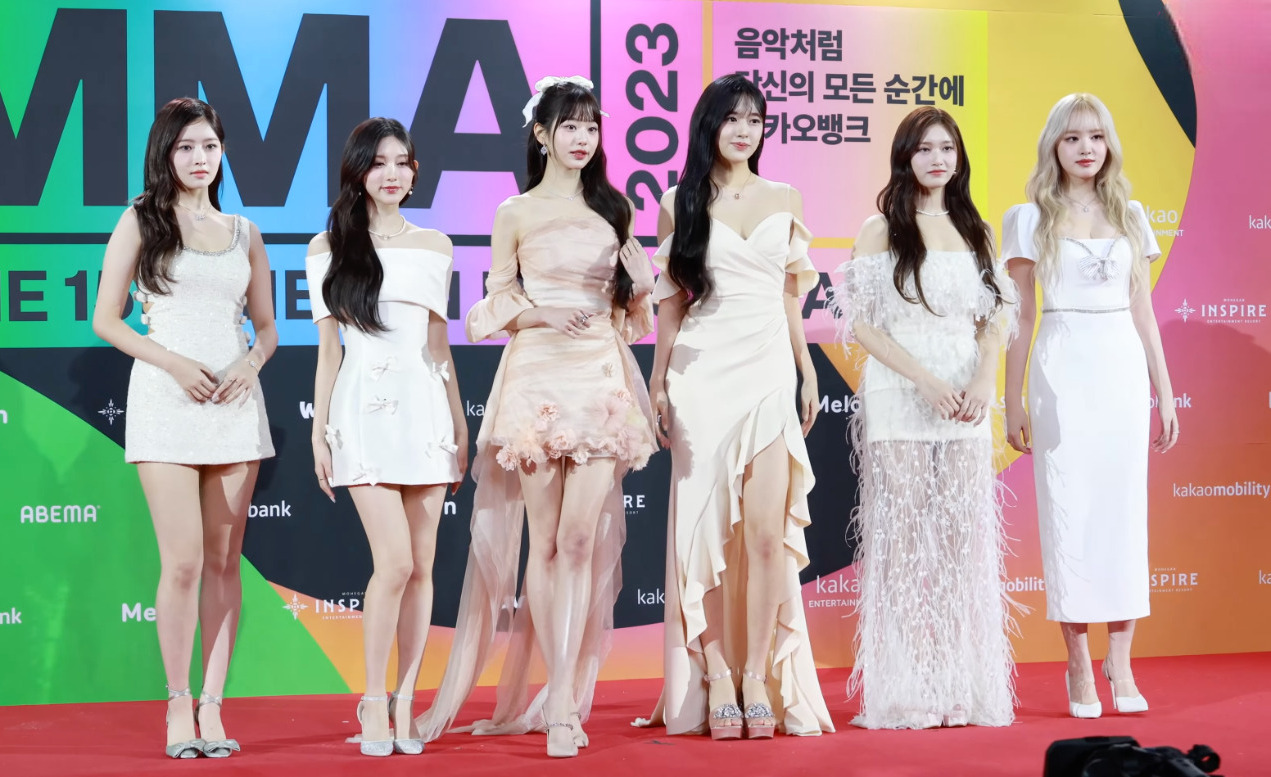
流行全世界的韓國流行音樂女明星的苗条身材和白皙的皮肤成為韩国的审美标准，圖中的有名女子組合為IVE

韩国审美标准已成為韩国流行文化的一部分。韩国人比較推崇苗条的身材、水润的肌肤、V型下巴、白皙的皮肤、笔直的眉毛、光滑的皮肤以及大眼睛。 有人認為韩国审美标准在很大程度上受到媒体的影响，例如女演员、电视名人和韩流明星。還有人認為韓國的審美標準受到了西方審美标准影響，不過也有人不支持這種說法，認為這種審美標準古已有之，而且從朝鮮半島古代的藝術作品中就可見一番。一些研究报告称，相較於美國的男孩女孩，韩国的男孩和女孩總是認為自己體重過重，從而使得韓國的厭食症發病率較高。但也有人指出这些研究未能考虑到与西方人相比韩国人更瘦而且体型更小。

## 男性审美标准
尽管有些韓國人認為相較於男性，漂亮对於女性而言更重要，但這不代表韓國男人不注重外表。韩国已经被外界視為男性美容之都。韩国並不是只有女性美容产业，男人也用化妝品，韩国有許多适用于男性的化妝品品牌。韩国男人也很注重皮膚保養，他們也想擁有清洁、光滑和白皙的皮膚。韓國男人經常染发，並且注重髮型。在韓國，肌肉過於发达的男子並不是非常受歡迎。很多男人做過双眼皮手术以及隆鼻手術。2011年至2017年间，韓國男子護膚和化妝品市场增长了44%，韓國成為了全球最大的男子护肤和化妝品市場。